# Station Andst
Station Andst is een voormalig spoorwegstation in Andst in de Deense gemeente Vejen. Het station ligt aan de spoorlijn Lunderskov - Esbjerg die in 1874 in bedrijf werd genomen. Het station werd gesloten in 1969. Het oorspronkelijke stationsgebouw is nog aanwezig en is tegenwoordig in gebruik als woonhuis.
0,0: Lunderskov ·
Andst ·
11,6: Vejen ·
19,4: Brørup ·
25,9: Holsted ·
33,3: Gørding ·
39,3: Bramming ·
47,4: Tjæreborg ·
55,7: Esbjerg